# J.J. Cale

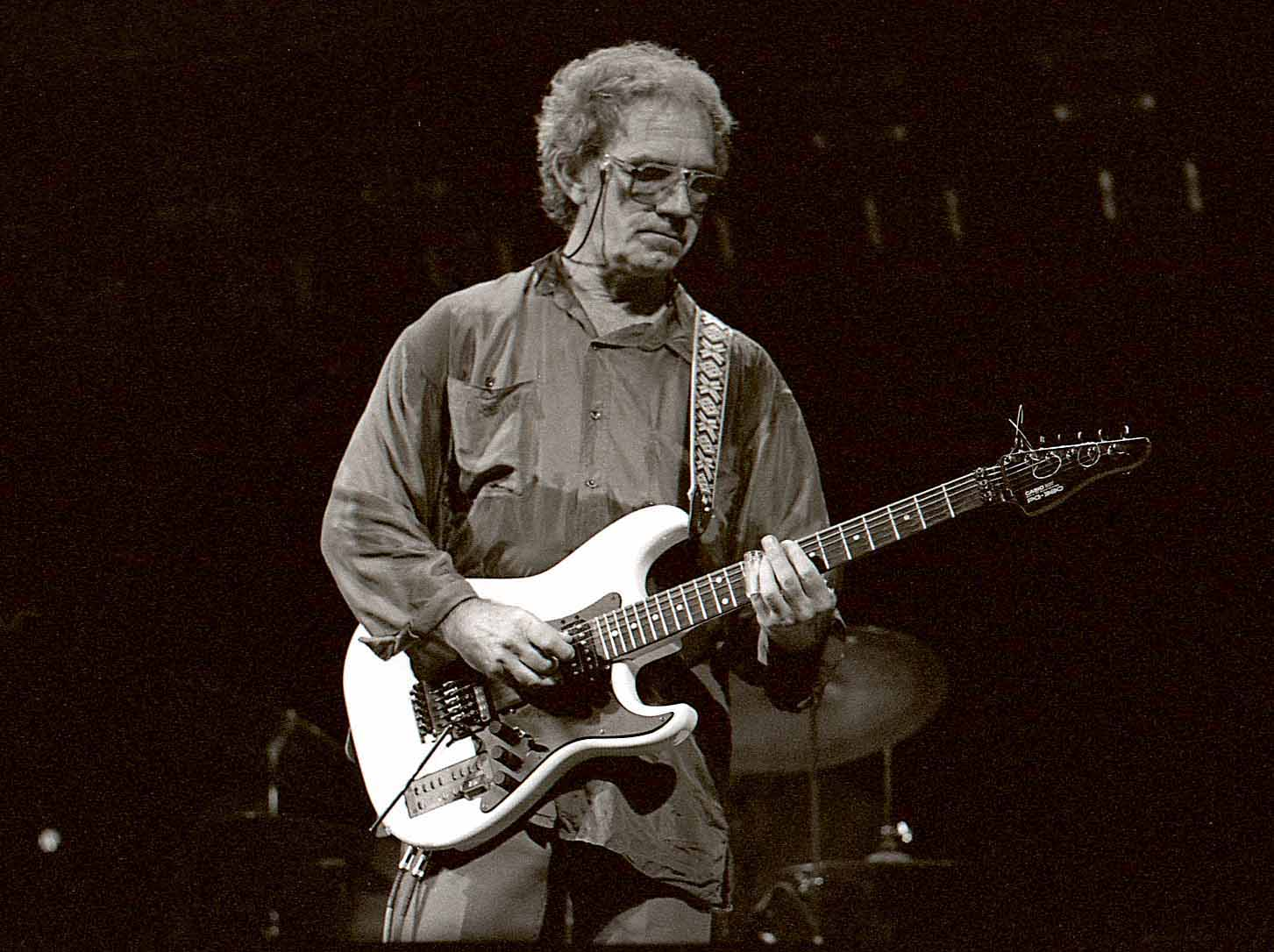
J.J. Cale uppträder 25 april 2006.

J.J. Cale, född John Weldon Cale den 5 december 1938 i Oklahoma City, Oklahoma, död 26 juli 2013 i La Jolla, Kalifornien, var en amerikansk bluesrockmusiker och låtskrivare. Han var kanske mest känd för att ha skrivit två låtar som Eric Clapton gjort kända: "After Midnight" och "Cocaine". Under 1970-talet hade Cale själv några mindre hitar, med låtar som "Crazy Mama", "Lies" och "Hey Baby".
Han var mycket intresserad av mixning och själva inspelningsprocessen av låtar. Hans stil har ibland beskrivits som "The Tulsa sound". Låtarna är ofta lågmälda, inspirerade av jazz och blues och med sången "begravd" i mixen. Han turnerade sällan, höll låg profil och har beskrivit att han ville slippa kändisskapet. Både Eric Clapton och Mark Knopfler har nämnt Cale som en stor inspirationskälla.

## Biografi
Cale fick sitt artistnamn 1965 i Los Angeles av nattklubbsägaren Elmer Valentine för att undvika att han förväxlades med John Cale från The Velvet Underground. Han gjorde några studioinspelningar under mitten av 1960-talet. Majoriteten kom enbart ut som promotionsinglar. Han återvände efter att framgången uteblev till Tulsa 1967.
1970 då Cale som nu levde knapert fått kännedom om att Eric Clapton spelat in och fått en hitlåt med hans "After Midnight" kunde han åter ta upp musiken. Cales debutalbum Naturally utkom 1971, och där ingick också "After Midnight", nu i en långsammare bluesig version. "Crazy Mama" utgavs också som singel och blev hans största amerikanska hit, den nådde plats 22 på Billboard Hot 100-listan. 1974 spelades hans låt "Call Me the Breeze" in av Lynyrd Skynyrd till albumet Second Helping. Och "I Got the Same Old Blues" från hans tredje album Okie har spelats in av många artister.
1976 gavs en av hans mer framgångsrika skivor Troubadour ut, innehållandes låten "Cocaine". Albumet sålde bra i Europa, och singeln blev en hit i några länder, däribland Sverige, Mellaneuropa och Nya Zeeland. I hemlandet USA gick Eric Claptons cover bäst. Han spelade in nya album fram till 1983 för att sedan leva tillbakadraget i Kalifornien några år. Han återkom 1989 med skivan Travel-Log och gav ut några syntbaserade skivor under första halvan av 1990-talet. Mellan 1996 och 2003 blev det åter tyst kring honom. 2004 gav han ut skivan To Tulsa and Back som var mer i stil med hans tidigare skivor.
Tillsammans med Clapton gav han 2006 ut albumet The Road to Escondido, vilket belönades med en Grammy för bästa samtida bluesalbum.
Det sista studioalbumet innan hans död, Roll On utkom 2009. J.J. Cale avled på Scripps Hospital i La Jolla, Kalifornien i sviterna av en hjärtinfarkt.

## Diskografi (urval)
Studioalbum
- 1971 – Naturally
- 1972 – Really
- 1974 – Okie
- 1976 – Troubadour
- 1979 – 5
- 1981 – Shades
- 1982 – Grasshopper
- 1983 – 8
- 1990 – Travel Log
- 1992 – Number 10
- 1994 – Closer to You
- 1996 – Guitar Man
- 2004 – To Tulsa and Back
- 2006 – The Road to Escondido (med Eric Clapton)
- 2009 – Roll On
- 2019 – Stay Around

Livealbum
- 2001 – Live

Samlingsalbum
- 1984 – Special Edition
- 1997 – Anyway the Wind Blows: The Anthology
- 1998 – The Very Best of J.J. Cale
- 2000 – Universal Masters Collection
- 2006 – The Definitive Collection
- 2007 – Rewind: The Unreleased Recordings
- 2011 – The Silvertone Years

Singlar
- 1958 – "Shock Hop" / "Sneaky" (som Johnny Cale)
- 1960 – "Troubles, Troubles" / Purple Onion" (som Johnny Cale Quintet)
- 1961 - "Ain't That Lovin You Baby" / "She's My Desire" (som Johnny Cale Quintet)
- 1965 – "It's A Go Go Place" / "Dick Tracy"
- 1966 – "In Our Time" / "Outside Looking In"
- 1966 – "After Midnight" / "Slow Motion"
- 1971 – "Crazy Mama" / "Don't Go To Strangers"
- 1972 – "Lies" / "Riding Home"
- 1976 – "Cocaine" / "Hold On"
- 1979 – "Katy Kool Lady" / "Juarez Blues"